# 板持鎌束
板持 鎌束（いたもち の かまつか、生没年不詳）は、奈良時代の貴族。氏は板振あるいは板時、名は鎌末とも記される。姓はなし。官位は正七位下・左兵衛。

## 出自
史料上では、板振鎌束（『続日本紀』）、板時鎌束（『新撰楽譜』）、板持鎌末（『體源抄』）と記される。板振鎌束と板時鎌束が同一人物である可能性については、既に1960年に林謙三が指摘している。その後、佐伯有清も板振という氏族は他に見えないこと、『続日本紀』国史大系本の当該部分頭注に「振、谷朱イ本作持」とあること、加えて『新撰楽譜』の表記を根拠に、「板振」は「板持」の誤写で、板茂（板持）連の一族とみている。
板持氏（板茂氏）は伊吉連と同じく唐人楊雍の後裔とされる唐系渡来氏族で、氏の呼称は河内国錦部郡板持村（現在の大阪府河内長野市千代田）の地名に因む。養老3年（719年）板持内麻呂ら19人が史姓から連姓に改姓している。

## 経歴
天平宝字6年（762年）11月に渤海使の大使・王新福らを渤海に帰すために、第七次遣渤海使の使節が任命される。しかし、送使判官・平群虫麻呂は、王新福の乗ってきた船が腐って脆くなっているのを不安視し、上申して日本に留まることを請うた。そこで、朝廷は大使・多治比小耳を始めとして史生以上の派遣を中止し、船を修理した上で鎌束を船師として渤海へ向けて出発させた。この時、鎌束の官位は正七位下・左兵衛であったが、単なる兵衛が渤海使を送る責任者になるには不自然であり、位階も高すぎるとして左兵衛佐の「佐」が脱落した可能性も指摘されるが、ある程度の地位にいたことが想定される。
鎌束は無事に王新福を渤海に送り届けると、翌天平宝字7年（763年）渤海で音楽を学んだ留学生・高内弓とその家族、加えて入唐学問僧戒融と優婆塞らを帰国船（能登）に乗せて日本へ向け出航した。ところが、渡海中に暴風に遭遇して針路を失い、舵取りや水手も波にさらわれ沈んでしまった。そこで、鎌束は「異国の婦女が今この船に乗っている。また、この優婆塞も常人とは異なり、一食に米数粒しか食わずにいるのに何日経っても飢えていない。風に漂流するこの災いは必ずこれらの異人によるものに違いない」と主張、水手に命じて高内弓の妻・緑児（みどりこ＝幼児）・乳母・優婆塞の4人を捕らえて海中に投げ込ませた。しかし、風の勢いはなお猛々しくして、漂流すること10日あまりで、隠岐国に辿り着いた。同年10月に鎌束はこの時の措置を罪に問われ、本来は斬刑になるところを、獄に入れられた。
さらに、天平宝字8年（764年）の藤原仲麻呂の乱によって獄が囚人であふれたため、鎌束は近江国に移されたという。

## 日本古代音楽史の中での位置づけ
後世において、孝謙朝・称徳朝にて鎌束は弟子の清瀬宮経（または宮継）に笛を伝えたとされ、人々が大戸清上・和邇部大田麻呂ら弘仁から承和年間に雅楽を大きく発展させた楽人たちの笛の出発点を板持鎌束・清瀬宮継と認識していた様子が窺われる。実際に鎌束が笛を習得していたかどうかは明らかでないが、音楽との関わりが渤海からの高内弓らを伴なっての帰国と関係すると考えることができる。また、渤海から音声を学んだ高内弓を連れ帰ったことが、外国からの音楽の導入の重要な画期として認識され、大戸清上に繋がるものとして位置づけられたとも考えられる。